# Cadenatella americana
Cadenatella americana är en plattmaskart. Cadenatella americana ingår i släktet Cadenatella och familjen Lepocreadiidae. Inga underarter finns listade i Catalogue of Life.